# Ludwika Vega
Ludwika Vega Espinoza (Nicaragua, 1983) es una activista por los derechos transgénero nicaragüense. Es la presidenta de la Asociación Nicaragüense de Transgéneras y una de las activistas LGBT más reconocidas del país.

## Vida y carrera
Ludwika Vega es licenciada en marketing. También es activista por los derechos de las personas transgénero en Nicaragua. Es especialista en temas de género, sexualidad y diseño y gestión de proyectos sociales.
El 10 de septiembre de 2019 Ludwika fue superviviente de una brutal agresión tránsfoba que tuvo lugar dentro de la sede de la organización que ella misma preside ubicada en el barrio Monseñor Lezcano, en Managua. Vega fue atacada por dos hombres desconocidos, que la golpearon varias veces en la cara con un ladrillo, y recibió después siete puñaladas en el cuerpo. Posteriormente los agresores la despojaron de sus pertenencias, la ataron de pies y manos e intentaron asfixiarla aún dentro de la sede.
Tras la brutal agresión e intento de asesinato declaró:

Nosotras constantemente vivimos recibiendo ese tipo de amenazas y señalamientos por nuestra identidad y expresión de género, pero esta vez, como yo fui la última que estaba ahí, a mí me lograron agarrar, pero varias de mis compañeras han sido apedreadas, golpeadas. Me decían: ‘maldita perra, malparida’.

El Centro de Atención A Gays y Lesbianas Aldarte condenó públicamente el crimen.
En julio de ese mismo año participó en la presentación en el país del fanzine Travestismos del ayer y el futuro, realizando un conversatorio.